# Lože (gmina Vipava)
Lože – wieś w Słowenii, w gminie Vipava. W 2018 roku liczyła 217 mieszkańców.